# Prosetín (Chrudimi járás)
Prosetín település Csehországban, a Chrudimi járásban. Prosetín Mrákotín, Skuteč, Leštinka, Tisovec és Vrbatův Kostelec településekkel határos. Lakosainak száma 796 fő (2024. január 1.).

## Népesség
A település lakosságának változását az alábbi diagram mutatja:
| Lakosok száma | 663  | 689  | 818  | 847  | 865  | 800  | 801  | 824  | 805  | 796  |
|               | 1869 | 1890 | 1921 | 1950 | 1980 | 2001 | 2017 | 2019 | 2022 | 2024 |